# Siglo XX (Bolivia)
Siglo XX es una pequeña localidad de Bolivia, ubicada en el municipio de Llallagua de la provincia de Rafael Bustillo en el departamento de Potosí. Se encuentra 100 km al sureste de la ciudad de Potosí, la capital departamental, y a 8 km al norte del Uncía, la capital provincial.

## Demografía
| Año  | Habitantes | Fuente                  |
| ---- | ---------- | ----------------------- |
| 1992 | 8169       | Censo boliviano de 1992 |
| 2001 | 7202       | Censo boliviano de 2001 |
| 2012 | 5834       | Censo boliviano de 2012 |

## Transporte
Siglo XX se encuentra a 100 kilómetros al sureste de Oruro, la capital del departamento homónimo. Desde Oruro, la carretera pavimentada Ruta 1 conduce al sur 22 km vía Vinto hasta Machacamarquita, ubicada a ocho kilómetros al norte de Machacamarca. En Machacamarquita, la Ruta 6 se bifurca en dirección sureste y luego de 79 km llega a las localidades de Llallagua y Siglo XX vía Huanuni, sobrepasando alturas de más de 4.500 m s. n. m.. Desde allí, la Ruta 6 recorre otros 98 kilómetros por Uncía hasta Macha. En Macha, un camino vecinal de tierra se bifurca en dirección suroeste y luego de 33 km regresa a la Ruta 1 cerca de Ventilla, desde donde otros 109 km llegan hasta la capital del departamento, Potosí.